# Yoder (Wyoming)
Pour les articles homonymes, voir Yoder.
La ville américaine de Yoder est située dans le comté de Goshen, dans l’État du Wyoming. Lors du recensement de 2010, elle comptait 151 habitants.

## Source
- (en) Cet article est partiellement ou en totalité issu de l’article de Wikipédia en anglais intitulé « Yoder, Wyoming » (voir la liste des auteurs).